# Wiesław Aleksander Dębski
Wiesław Aleksander Dębski (ur. 23 lutego 1948 w m. Klatka) – polski ekonomista, dr hab., wykładowca akademicki.

## Życiorys
W 1972 r. ukończył studia magisterskie na Wydziale Ekonomiczno-Socjologicznym Uniwersytetu Łódzkiego a następnie dwuletnie podyplomowe studia w zakresie ekonomii w Institute of Advanced Studies w Wiedniu. Pracę doktorską w zakresie nauk ekonomicznych obronił na Uniwersytecie Łódzkim w 1980 r., a w 1992 r. przedstawił Pracę habilitacyjną w zakresie ekonometrii. W 2002 r. otrzymał tytuł profesora nauk ekonomicznych. Od 2007 r. członek Komitetu Nauk o Finansach Polskiej Akademii Nauk. Aktualnie profesor zwyczajny na Wydziale Zarządzania i Finansów Wyższej Szkoły Finansów i Zarządzania w Warszawie oraz na Wydziale Zarządzania Uniwersytetu Łódzkiego.
Swoje zainteresowana koncentruje na zarządzaniu finansami przedsiębiorstwa, rynku finansowym, mechanizmach jego funkcjonowania, wycenie papierów wartościowych oraz analizie portfelową. Za swój dorobek otrzymał indywidualną nagrodę Ministra Edukacji Narodowej i 6 nagród Rektora Uniwersytetu Łódzkiego. Poza swoją działalnością naukowo-badawczą i dydaktyczną brał czynny udział w praktyce gospodarczej pracując w zarządach i radach nadzorczych wielu spółek.

## Wybrane publikacje
- Dębski W., Rynek finansowy i jego mechanizmy, Warszawa 2001.
- Dębski W., Model współzależności rozwoju systemu finansowego i wzrostu gospodarczego w Polsce. Rynek kapitałowy – skuteczne inwestowanie, Szczecin 2008.
- Dębski W., Teoretyczne i praktyczne aspekty zarządzania finansami przedsiębiorstwa, Warszawa 2005.